# 田部井剛
田部井 剛（たべい つよし）は指揮者・ピアニスト。群馬県出身。

## 略歴
- 早稲田大学商学部卒業。
- 東京音楽大学指揮科研究生修了。
- 東京芸術大学音楽学部指揮科卒業。
- 広上淳一・三石精一らに師事。
- 沖縄国際音楽祭出演。
  - 1999年には日本フィルハーモニー交響楽団にて、ピアニストであるエリック・ハイドシェック氏と協演し、マルセル・デラノワ作曲による五月の協奏曲を指揮(日本初演)。
  - 2002年に新日本フィルハーモニー交響楽団にて、再びエリック・ハイドシェック氏と協演する。
  - 近年、自ら室内合奏団「カメラータ・ジオン」を結成し、活動を行っている。
  - また、ピアニストとしての活動も行い、作曲家である松本日之春の個展において演奏、声楽家である平松英子との協演においてマーラー作曲の「大地の歌」ピアノ版の全曲演奏を行うなど活動の幅を広げている。

| スタブアイコン | サブスタブ | この項目は、まだ閲覧者の調べものの参照としては役立たない、クラシック音楽に関連した書きかけの項目です。この項目を加筆・訂正などしてくださる協力者を求めています（P:クラシック音楽/PJ:クラシック音楽）。 |

| スタブアイコン | サブスタブ | この項目は、まだ閲覧者の調べものの参照としては役立たない、音楽関係者（バンド等）に関連した書きかけの項目です。この項目を加筆・訂正などしてくださる協力者を求めています（P:音楽/PJ:芸能人）。 |